# آكل العسل أصفر الحنجرة
آكل العسل أصفر الحنجرة (الاسم العلمي:Nesoptilotis flavicollis)، هو نوع يتبع أحد أجناس فصيلة آكلات العسل، تستوطن أستراليا وتسمانيا، ويكسوه اللون الأصفر في أسفل الحنجرة.